# Mayka
Industrias Mayka, S.A. es una empresa manufacturera venezolana fundada en 1958 por Joaquín Barrobés. Se dedica a la fabricación y distribución de artículos para oficina y material escolar. Tiene su sede principal en Nirgua (Yaracuy, Venezuela). La filosofía de la empresa se fundamenta en el desarrollo de un amplio programa de fabricación que incluye productos diversos procedentes de la metalmecánica (ganchos para carpetas, mecanismos para la encuadernación, saca-grapas); del cartonaje (sinfonías, archivadores, carpetas colgantes, carpetas de fibra); caucho (bandas de goma); de los plastisoles (borradores) y del papel (papel crepe). Esta extensa oferta permitió el establecimiento de una red de distribución propia, con siete depósitos ubicados en los centros de mayor consumo de Venezuela. 

## Historia y Evolución
Desde 1958, hasta 1961, la empresa opera en un local comercial ubicado en Los Chaguaramos (Caracas), donde funcionó como taller y papelería abierta al público. Desde 1961 hasta 1963, taller y papelería funcionaron en los locales 5 y 7 del Edificio Amengual, ubicado en la Esquina de Puente Hierro (Caracas). Hasta que en 1963 se traslada el taller a un local más apropiado, ubicado en la Carretera de El Junquito, cerca de Caracas y se mantienen papelería y oficinas en Puente Hierro, para constituir su primera Distribuidora. Este paso representó un salto cuantitativo importante en la capacidad de producción y servicio de Mayka, que para entonces añade a su oferta bandas de goma y almohadillas para sellos de caucho.
Para 1966 distribuía personalmente los productos en Caracas y en los Estados Miranda, Anzoátegui, Sucre, Monagas, Bolívar, Aragua, Carabobo, Lara, Zulia, Falcón, Cojedes, Portuguesa, Trujillo, Mérida y Barinas. La Empresa en1967 estaba en franco crecimiento y requería la integración de un equipo ejecutivo, que se logró en 1969 con la incorporación de Daniel Barrobés (hermano de Joaquín Barrobés) y de Manuela Feo de Barrobés. Entre 1969 y 1977, Mayka experimenta una evolución importante. Agrega a su oferta las carpetas de manila, manufacturas de vinilo electro-confeccionado como las carpetas de argollas, productos de plástico inyectado como reglas y juegos geométricos, sacagrapas, artículos de fabricación metalmecánica como mecanismos de archivo y encuadernación, y uno de sus productos más importantes y emblemáticos, los borradores Nata.
En esta etapa, se inicia la instalación progresiva de empresas filiales. Puerto La Cruz (1974), Maracaibo (1975), Maracay (1976), Barquisimeto (1977), San Cristóbal (1978), y Ciudad Bolívar (1989), que junto a la primera distribuidora que ya funcionaba en Caracas (1963), constituyen actualmente una de las organizaciones de distribución mejor estructuradas del ramo y que significó un aumento importante en las ventas, al punto que se vio sobrepasada la capacidad de la fábrica que funcionaba en El Junquito. Se entendió la necesidad de su traslado y reinstalación en una ubicación más adecuada. En 1975, se adquieren los terrenos que hoy ocupa el Complejo Mayka, en Nirgua, Yaracuy. Con escaso apoyo financiero externo, se acomete la construcción de la planta, servicios, viviendas y demás instalaciones que componen el Complejo, cuya primera etapa se inaugura en enero de 1978.
En 1989, se inicia la fabricación de papel crepé. En 1990, la fabricación de lápices plásticos de colores y en 1991, aprovechando la capacidad de distribución, se inicia la importación de artículos afines, la mayoría de los cuales no se producen en Venezuela, de los que cabe destacar, la línea de pegamentos y adhesivos alemanes de la marca UHU.

## Misión
"Somos una empresa dedicada a la manufactura, conversión y comercialización de productos escolares y de oficina para el mercado nacional e internacional, orientada a satisfacer las necesidades reales de nuestros clientes, en cuanto a calidad, servicio y diversidad. Para ello mantenemos una empresa estable, que garantiza la presencia de sus productos, una excelente relación precio-valor y la satisfacción de expectativas de todos los que la integran." 

## Visión
- Consolidar representaciones y alianzas estratégicas internacionales, que permitan garantizar la diversidad y calidad de nuestros productos.
- Contar con un equipo humano calificado, motivado y comprometido con Mayka.
- Incorporar innovación y tecnología, tanto para el desarrollo de productos, como en su comercialización.
- Contar con una organización efectiva, orientada a mercados nacionales e internacionales.[1]